# کیوبا (ایلینوی)
کیوبا، ایلینوی (به انگلیسی: Cuba, Illinois) یک شهر در ایالات متحده آمریکا با جمعیت ۱٬۴۱۸ نفر است که در ایلی‌نوی واقع شده‌است.

## موقعیت جغرافیایی
موقعیت جغرافیایی شهرها و مناطق اطراف به شرح زیر است: